# رونه
رونه (به لاتین: Rønne) یک شهرک در دانمارک است که در استان هوودستادن واقع شده‌است. رونه ۲۹٫۱۱ کیلومتر مربع مساحت و ۱۳٬۷۸۰ نفر جمعیت دارد و ۱۵ متر بالاتر از سطح دریا واقع شده‌است.

## خواهرخوانده
شهرهای سان مارینو و کارارا خواهرخوانده‌های رونه هستند.